# Quatuor Galimir
Le Quatuor Galimir est un quatuor à cordes autrichien actif entre 1927 et 1936.

## Historique
Le Quatuor Galimir est un quatuor à cordes créé à Vienne en 1927 afin de célébrer le centenaire de la mort de Beethoven. Il est constitué du premier violon Felix Galimir (en) (1910-1999) et de ses sœurs Adrienne (1912-1997) au second violon, Renée (1908-1973) à l'alto et Marguerite (1905-1985) au violoncelle, tous issus de la communauté juive séfarade de Vienne,.
Le quatuor étudie auprès de Simon Pullman (en) et se forge un répertoire étendu, qui comprend, outre les classiques et romantiques, des œuvres des compositeurs de son temps, la seconde école de Vienne, Claude Debussy, Vincent d'Indy, Maurice Ravel, Erich Korngold, Karol Szymanowski et Leoš Janáček, notamment.
Dans les années 1930, le Quatuor Galimir joue un rôle de premier plan dans la vie musicale de Vienne et se produit régulièrement en France et en Europe, au Moyen-Orient et aux États-Unis. L'ensemble travaille avec les compositeurs, qui apprécient leurs interprétations. Ainsi, Alban Berg, qui dédicace la partition de Felix Galimir de sa Suite lyrique avec des termes élogieux,.
Le Quatuor Galimir est considéré comme l'héritier de la grande tradition du quatuor viennois incarnée par les quatuors Joachim, Rosé et Kolisch.
La formation enregistre des gravures remarquées en présence ou sous la direction artistique des compositeurs, le Quatuor de Ravel, en 1934, le Septième quatuor de Darius Milhaud, en 1935, ou la Suite lyrique, première œuvre jamais enregistrée de Berg, Grand prix du disque en 1936.
Le Quatuor Galimir donne son dernier concert en novembre 1936 à Paris, salle Chopin-Pleyel. En Autriche, en raison des lois antisémites, la formation cesse ses activités. Grâce au violoniste Louis Krasner, notamment, créateur du Concerto pour violon de Berg et époux d'Adrienne Galimir, les membres du quatuor parviennent progressivement à émigrer aux États-Unis et échappent à l'Holocauste,.
Après la Seconde Guerre mondiale, Felix Galimir reforme un quatuor sous le nom de Quatuor Galimir, différent de l'ensemble initial, dont la composition est souvent remaniée au fil du temps. Avec ce nouveau quatuor il enregistre Haydn, Borodine, Britten, Debussy, Ravel, Mark Brunswick et Peter Lieberson, par exemple, mais c'est surtout son enseignement, entre 1954 et 1999, dans les facultés de la Marlboro Music School, de la Juilliard School, du Curtis Institute et de la Mannes School of Music qui assoit sa réputation internationale,.